# Lina Spies
Lina Spies (officieel: Carellina Pieternella Spies, 6 maart 1939) is een Afrikaanse schrijver, dichter en vertaler.
In 1968 onderbrak zij haar werk als lector aan de Universiteit van Port Elizabeth om zelf aan de Universiteit van Amsterdam verder te studeren. Haar dissertatie schreef zij daar: Het religieuze moment in de poëzie van Martinus Nijhoff met speciale verwijzing naar zijn sonnetten-cyclus 'Voor dag en dauw’. Later heeft zij onder andere Het Achterhuis van Anne Frank en Tirza van Arnon Grunberg vertaald.
In haar eigen werk komen thema's voor als Bijbelse figuren, kunstenaars, minnaars, kinderen, en dorpen en steden waar zij heeft gewoond. Aandacht voor katten komt veel terug. De door haar samengestelde bloemlezing Majesteit, die kat, is daar getuige van. Het grootste deel van haar loopbaan doceerde zij Afrikaanse en Nederlandse letterkunde. Haar laatste betrekking was aan de Universiteit van Stellenbosch.

## Werk

### Poëzie
• Digby Vergenoeg

• Winterhawe

• Dagreis

• Oorstaanson

• Van sjofar tot sjalom

• Hiermaals

• Die skaduwee van die Son

• Duskant die einders

• Tydelose gety

### Proza
• Ontmoetings

• Kolonnade

• Die enkel taak

### Verzameld werk
Zij stelde een bloemlezing over katten samen, met gedichten, essays, rubrieken en korte verhalen met als titel Majesteit, die kat.
- Bibliothèque nationale de France: cb12979874c (data)
- Gemeinsame Normdatei: 172381606
- International Standard Name Identifier: 0000 0000 7779 134X
- Library of Congress Control Number: n79053797
- Nationale Bibliotheek van Israël: 987008888487905171
- Nationale Bibliotheek van Polen: a0000003576709
- Nederlandse Thesaurus van Auteursnamen: 07070113X
- Virtual International Authority File: 30813789
- WorldCat: E39PBJpDHh8yB7BGWmgtHDjt8C